# Ántero Flores-Aráoz
Ántero Flores-Aráoz (né à Lima le 28 février 1942) est un homme d'État péruvien, éphémère président du Conseil des ministres du 11 au 15 novembre 2020.

## Biographie
Avocat de profession, diplômé de l'université de San Marcos, Ántero Flores-Aráoz rejoint la vie politique en 1986 lorsqu'il intègre le Parti populaire chrétien (PPC). Il en devient l'un de ses principaux dirigeants jusqu'à ce que, en raison de divergences avec Lourdes Flores, il démissionne de ladite organisation en 2007. Au sein du PPC, il a notamment été élu plusieurs fois au Congrès du Pérou entre 1992 et 2006 dont il a été le président entre 2004 et 2005. Opposé à l'idée de soumettre par referendum l'accord de libre-échange entre les États-Unis et le Pérou, il déclare qu’on ne pouvait pas demander leur avis « aux lamas et aux vigognes », suscitant des accusations de racisme. 
En dehors de la vie parlementaire, Flores-Aráoz devient ministre de la Défense entre 2007 et 2009, lors du 2e mandat présidentiel d'Alan García. Après avoir fondé son propre parti, Orden, il est candidat à l'élection présidentielle de 2016, dont il se classe dernier avec 0,4 % des voix. Il rejoint alors la  Coordination républicaine, située à la droite radicale. Il est désigné par le président Manuel Merino président du Conseil des ministres, le 11 novembre 2020. Quatre jours après sa nomination, dans un contexte de crise politique et de manifestations massives, il présente sa démission (avec l'ensemble de ses ministres) dans la foulée de la démission du président Merino, assurant cependant l'expédition des affaires courantes jusqu'à la constitution d'un nouveau gouvernement. Il s'agit alors du deuxième plus court passage à la tête du gouvernement de l'histoire du pays après celui de Miguel Mujica Gallo.